# Walwari
Walwari er et politisk parti i Fransk Guyana. Partiet blev stiftet den 30. november 1992 af Christiane Taubira og hendes mand Roland Delannon. I 2002–2007 havde partiet et tæt samarbejde med Det radikale Venstreparti i Frankrig. Samarbejdet med de franske og europæiske radikale startede dog allerede i 1994. 

## Deltagelse i fransk politik
Partiets leder Christiane Taubira var næstformand for Det radikale Venstreparti i 2002–2004. 
Hun var medlem af den franske nationalforsamling i 1993–2012.
I 1994–1999 var Christiane Taubira–Delannon medlem af Europa-Parlamentet, valgt for Energie Radicale (Frankrig), og hun tilsluttede sig Gruppen Europæisk Radikal Alliance.  
Christiane Taubira var fransk justitsminister i 2012–2014.
Ved præsidentvalget i 2002 var hun kandidat for Det radikale Venstreparti. Ved præsidentvalget i 2022 blev hun nomineret af Folkets primærvalg, men hun trak sig den 2. marts 2022, da hun på denne dag kun have samlet 241 af de nødvendige 500 stillere. 